# Gare de Donzère
Gare de Donzère vasútállomás Franciaországban, Donzère településen.

## Vasútvonalak
Az állomást az alábbi vasútvonalak érintik:
- Párizs–Marseille-vasútvonal

## Kapcsolódó állomások
A vasútállomáshoz az alábbi állomások vannak a legközelebb:
- Gare de Montélimar
- Gare de Pierrelatte